# Selezioni giovanili della nazionale femminile di pallacanestro dell'Italia
Le selezioni giovanili della nazionale di pallacanestro femminile dell'Italia sono gestite dalla Federazione Italiana Pallacanestro e partecipano ai tornei cestistici internazionali femminili per squadre nazionali, limitatamente a specifiche classi d'età.

## Under-20
Rappresenta le migliori giocatrici di nazionalità italiana di età non superiore ai 20 anni. Partecipa a tutte le manifestazioni internazionali giovanili di pallacanestro per nazioni gestite dalla FIBA.

### Partecipazioni
FIBA EuroBasket Under-20
- 2000 - 11°
- 2002 - 11°
- 2004 - 12°
- 2005 - 6°
- 2006 - 9°
- 2007 - 6°
- 2008 - 9°
- 2009 - 9°
- 2010 - 12°
- 2011 - 7°
- 2012 - 13°

- 2013 -  2°
- 2014 -  3°
- 2015 - 5°
- 2016 -  2°
- 2017 - 6°
- 2018 - 4°
- 2019 -  1°
- 2022 -  3°
- 2023 - 5°
- 2024 -  3°

 Italia under 20 - Campionato europeo femminile di pallacanestro Under-20 20044 Scanzani, 5 Pastore, 6 Santucci, 7 Bonafede, 8 Arioli, 9 Zanoli, 10 Fumagalli, 11 Bianco, 12 Catellani, 13 Giauro, 14 Calastri, 15 Romagnoli,        All. Maurizio Sottana
 Italia under 20 - Campionato europeo femminile di pallacanestro Under-20 20054 Bagnara, 5 Arturi, 6 Santucci, 7 Pastore, 8 Battisodo, 9 Zanoni, 10 Racca, 11 Ress, 12 Visconti, 13 Bonafede, 14 Giorgi, 15 Fabbri,        All. Gianni Lambruschi
 Italia under 20 - Campionato europeo femminile di pallacanestro Under-20 20064 Zambarda, 5 Buccianti, 6 Pastore, 7 Valerio, 8 Battisodo, 9 Visconti, 10 Trevisan, 11 Giorgi, 12 Racca, 13 Giauro, 14 Minervino, 15 Sarni,        All. Gianni Lambruschi
 Italia under 20 - Campionato europeo femminile di pallacanestro Under-20 20074 Consolini, 5 Furlan, 6 Sottana, 7 Valerio, 8 Rossi, 9 Battisodo, 10 Sandri, 11 Sarni, 12 Silva, 13 Bagnara, 14 De Gianni, 15 Zampieri,        All. Gianni Lambruschi
 Italia under 20 - Campionato europeo femminile di pallacanestro Under-20 20084 Consolini, 5 Gatti, 6 Cinili, 7 Templari, 8 Rossi, 9 Battisodo, 10 De Gianni, 11 Crippa, 12 Sandri, 13 Corsi, 14 Bove, 15 Zampieri,        All. Nino Molino
 Italia under 20 - Campionato europeo femminile di pallacanestro Under-20 20094 Pegoraro, 5 Giordano, 6 Striulli, 7 Crippa, 8 Gatti, 9 Picotti, 10 Pavia, 11 Cinili, 12 Bestagno, 13 Fassina, 14 Corsi, 15 Gaglio,        All. Nino Molino
 Italia under 20 - Campionato europeo femminile di pallacanestro Under-20 20104 Bandini, 5 Fiascaris, 6 Milazzo, 7 Quarta, 8 Spreafico, 9 E. Bestagno, 10 Pasqualin, 11 Barlassina, 12 Tognalini, 13 Cerri, 14 Rulli, 15 M. Bestagno,        All. Nino Molino
 Italia under 20 - Campionato europeo femminile di pallacanestro Under-20 20114 Leva, 5 Nannucci, 6 Galbiati, 7 Madonna, 8 Spreafico, 9 Bestagno, 10 De Pretto, 11 Tava, 12 Tognalini, 13 Cigliani, 14 Pastorino, 15 Rulli,        All. Nino Molino
 Italia under 20 - Campionato europeo femminile di pallacanestro Under-20 20124 F. Dotto, 5 C. Dotto, 6 Maffenini, 7 Galbiati, 8 Granzotto, 9 Pertile, 10 Diene, 11 Panella, 12 Nori, 13 Cigliani, 14 Dell'Olio, 15 Salvini,        All. Nino Molino
 Italia under 20 - Campionato europeo femminile di pallacanestro Under-20 20134 F. Dotto, 5 C. Dotto, 6 Milazzo, 7 Orazzo, 8 Reggiani, 9 Ramò, 10 Melchiori, 11 Panella, 12 Penna, 13 Nori, 14 Ercoli, 15 Formica,        All. Nino Molino
 Italia under 20 - Campionato europeo femminile di pallacanestro Under-20 20144 Milazzo, 5 Bonasia, 6 Gambarini, 7 Orazzo, 8 Reggiani, 9 Crudo, 10 Peresson, 11 Ramò, 12 Penna, 13 Nicolodi, 14 Barberis, 15 Ercoli,        All. Nino Molino
 Italia under 20 - Campionato europeo femminile di pallacanestro Under-20 20154 Trimboli, 5 Mosetti, 6 Barberis, 7 Kacerik, 8 Tagliamento, 9 Zandalasini, 10 Marangoni, 11 Peresson, 12 Penna, 13 Nicolodi, 14 Botteghi, 15 Ercoli,        All. Nino Molino
 Italia under 20 - Campionato europeo femminile di pallacanestro Under-20 20164 Vespignani, 5 Policari, 6 Porcu, 7 Kacerik, 8 Tagliamento, 9 Zandalasini, 10 Cabrini, 11 Pan, 12 Cordola, 13 Vitari, 14 Costa, 15 Reani,        All. Massimo Riga
 Italia under 20 - Campionato europeo femminile di pallacanestro Under-20 20185 A. Togliani, 6 Verona, 7 G. Togliani, 8 Smorto, 9 Fassina, 10 Del Pero, 12 Parmesani, 13 Cubaj, 14 Trucco, 15 Andrè, 16 Cecili, 18 Castello,        All. Sandro Orlando
 Italia under 20 - Campionato europeo femminile di pallacanestro Under-20 20194 Pinzan, 5 Ianezic, 6 Verona, 7 Orsili, 8 Conte, 9 Fassina, 10 Del Pero, 12 Trucco, 13 Smorto, 14 Madera, 16 Toffolo, 18 Decortes,        All. Sandro Orlando
 Italia under 20 - Campionato europeo femminile di pallacanestro Under-20 20227 Guarise, 8 Allevi, 9 Natali, 10 Blasigh, 11 Ronchi, 12 Pellegrini, 13 Gilli, 14 Panzera, 15 Logoh, 16 Varaldi, 19 Colognesi, 20 Egwoh,        All. Andrea Mazzon
 Italia under 20 - Campionato europeo femminile di pallacanestro Under-20 20231 Blasigh, 2 E. Villa, 6 M. Villa, 7 Guarise, 8 Allevi, 10 Seka, 11 Ronchi, 12 Logoh, 13 Valli, 14 Varaldi, 16 Mbengue, 20 Cancelli,        All. Andrea Mazzon
 Italia under 20 - Campionato europeo femminile di pallacanestro Under-20 20242 E. Villa, 4 Lussignoli, 5 Lucantoni, 6 M. Villa, 7 Zanardi, 8 Caloro, 9 Tomasoni, 13 Arado, 14 Piatti, 15 Bernardi, 16 Cancelli, 20 Osazuwa,        All. Giuseppe Piazza

## Under-19
Rappresenta le migliori giocatrici di nazionalità italiana di età non superiore ai 19 anni. Partecipa a tutte le manifestazioni internazionali giovanili di pallacanestro per nazioni gestite dalla FIBA.

### Partecipazioni
Mondiali Under-19
- 2011 - 10°
- 2017 - 11°
- 2021 - 11°

 Italia under 19 - Campionato mondiale femminile di pallacanestro Under-19 20114 Dotto, 5 Carangelo, 6 Zanin, 7 Zanus Fortes, 8 Maffenini, 9 Pertile, 10 Cigliani, 11 Masoni, 12 Diene, 13 Formica, 14 Di Costanzo, 15 Di Donato,        All. Giovanni Lucchesi
 Italia under 19 - Campionato mondiale femminile di pallacanestro Under-19 20174 Pinzan, 5 A. Togliani, 6 G. Togliani, 7 Ianezic, 8 De Cassan, 9 Fassina, 12 Parmesani, 13 Cubaj, 14 Madera, 15 Andrè, 16 Castello, 18 Pontoni,        All. Giovanni Lucchesi
 Italia under 19 - Campionato mondiale femminile di pallacanestro Under-19 20215 Bovenzi, 7 Leonardi, 8 Allievi, 9 Natali, 10 Turel, 12 Spinelli, 13 Nativi, 14 Panzera, 16 Mbengue, 18 Nasraoui, 19 Colognesi, 20 Egwoh,        All. Roberto Riccardi

## Under-18
Rappresenta le migliori giocatrici di nazionalità italiana di età non superiore ai 18 anni. Partecipa a tutte le manifestazioni internazionali giovanili di pallacanestro per nazioni gestite dalla FIBA.

### Partecipazioni
FIBA EuroBasket Under-18
- 1965 - 10°
- 1967 - 7°
- 1969 - 6°
- 1971 - 4°
- 1973 -  3°
- 1975 - 8°
- 1977 - 7°
- 1979 - 5°
- 1981 - 7°
- 1983 -  3°

- 1984 - 5°
- 1986 -  3°
- 1988 - 5°
- 1990 - 6°
- 1992 - 9°
- 1994 -  1°
- 1996 - 11°
- 1998 - 7°
- 2002 - 9°
- 2005 - 16°

- 2007 - 8°
- 2008 - 14°
- 2009 - 10°
- 2010 -  1°
- 2011 - 10°
- 2012 - 8°
- 2013 - 6°
- 2014 - 7°
- 2015 - 4°
- 2016 - 7°

- 2017 - 10°
- 2018 - 10°
- 2019 -  1°
- 2022 - 5°
- 2023 - 13°

Division B
- 2006  1°

## Under-17
Rappresenta le migliori giocatrici di nazionalità italiana di età non superiore ai 17 anni. Partecipa a tutte le manifestazioni internazionali giovanili di pallacanestro per nazioni gestite dalla FIBA.

### Partecipazioni
Mondiali Under-17
- 2012 6°
- 2014 13°
- 2016  2°
- 2018 5°

 Italia under 17 - Campionato mondiale femminile di pallacanestro Under-17 20164 Pinzan, 5 Ianezic, 6 Verona, 7 Chicchisiola, 8 Smorto, 9 Fassina, 10 Del Pero, 11 Decortes, 12 Trucco, 13 Cubaj, 14 Madera, 15 Vella,        All. Giovanni Lucchesi

## Under-16
Rappresenta le migliori giocatrici di nazionalità italiana di età non superiore ai 16 anni. Partecipa a tutte le manifestazioni internazionali giovanili di pallacanestro per nazioni gestite dalla FIBA.

### Partecipazioni
Division A
- 1976 - 9°
- 1978 -  2°
- 1980 -  2°
- 1982 -  3°
- 1984 -  3°
- 1985 -  2°
- 1987 - 7°
- 1989 - 5°
- 1991 -  3°
- 1993 -  3°

- 1995 -  2°
- 1997 - 11°
- 2001 - 8°
- 2003 - 10°
- 2004 - 5°
- 2005 - 15°
- 2008 -  2°
- 2009 - 6°
- 2010 - 13°
- 2011 -  3°

- 2012 -  2°
- 2013 - 4°
- 2014 - 9°
- 2015 -  3°
- 2016 - 4°
- 2017 -  3°
- 2018 -  1°
- 2019 - 5°
- 2022 - 8°
- 2023 -  3°

Division B
- 2006 - 4°
- 2007 -  1°

## Under-15
Rappresenta le migliori giocatrici di nazionalità italiana di età non superiore ai 15 anni. Non esistendo, a livello FIBA, un campionato europeo di categoria, questa variante giovanile disputa solamente incontri amichevoli per preparare le atlete ai Campionati europei Under-16 che disputeranno l'anno successivo.

## Under-14
Rappresenta le migliori giocatrici di nazionalità italiana di età non superiore ai 14 anni. Non esistendo, a livello FIBA, un campionato europeo di categoria, questa variante giovanile disputa solamente incontri amichevoli per preparare le atlete ai Campionati europei Under-16 che disputeranno l'anno successivo.